# Helsted (Randers)
 For alternative betydninger, se Helsted. (Se også artikler, som begynder med Helsted)
Helsted er en bydel i Randers, der ligger i byens nordvestlige del. Størstedelen af Helsted hører til Enghøj Sogn, mens en mindre del hører til Borup Sogn. Området er blevet udbygget kraftigt siden 1970'erne og domineres af parcelhus- og tæt-lav-bebyggelse. De ældste huse i Helsted ligger i gamle landsby vest for Hobrovej. 
Helsted var indtil kommunesammenlægningen i 1970 en del af Nørre Borup Kommune og har siden hørt til Randers Kommune (fra 2007 den nye Randers Kommune). 
Arkæologiske udgravninger viste i 1988, at der har været beboelse på stedet siden vikingetiden.
Området rummer foruden en børnehave, enkelte butikker og rekreative områder også fodboldklubben Helsted Fremad IF. I 2013 fik Helsted Fremad sin egen kunstgræsbane. Siden 1994 har området haft egen kirke, Enghøj Kirke, der er tegnet af Henning Larsens tegnestue.  